# Дипломатическая неприкосновенность (роман)
«Дипломати́ческая неприкоснове́нность» (англ. Diplomatic Immunity) — фантастическое произведение американской писательницы Лоис Макмастер Буджолд, написано в 2002 году, книга из серии цикла Сага о Форкосиганах.

## Сюжет
Майлз и его супруга путешествуют по звездным мирам, совершая отложенное на пару лет свадебное путешествие (см. «Подарки к Зимнепразднику»), рассчитывая вернуться на Барраяр к рождению детей (Катриона поместила их в маточный репликатор).
Майлз, как Имперский Аудитор, получив послание императора Грегора, отправляется в Пространство Квадди для разрешения возникших дипломатических проблем — арест флота дома Тоскане (глава дома — императрица Барраяра), инцидент с участием десантников с барраярского военного корабля. Прибыв на станцию Граф, он обнаруживает, что проблема намного сложнее чем показалось на первый взгляд — с борта корабля «Идрис» исчез курирующий торговый флот офицер Имперской службы безопасности.
В ходе расследования он сталкивается с целым рядом загадок и покушением. В деле замешаны империя Цетаганда и Архипелаг Джексона.
Находясь на грани смерти, Лорд Форкосиган успевает предотвратить диверсию на станции Граф, войну между Барраяром и Цетагандийской империей. После всех перенесённых трудностей счастливые мать и отец успевают на рождение своих детей.

## Главные герои
- лорд Майлз Форкосиган — Имперский Аудитор
- леди Катриона Форсуассон — супруга Майлза
- Бел Торн — порт-мастер станции Граф пространства Квадди, агент Имперской СБ Барраяра. Ранее ближайший помощник Майлза, разжалован и уволен после инцидента на Архипелаге Джексона с яслями клонов.
- Роик — оруженосец и телохранитель Майлза
- Дюбауэр — бесполое существо ба (см. «Цетаганда») выдающее себя за гермафродита со Станции Бета. Уничтожил правительственный корабль Цетаганды с целью хищения груза — маточных репликаторов с партией младенцев. Пытаясь замести следы использовал торговый флот Комарра и боевые корабли Барраяра.
- Гуппи — джексонианский контрабандист, генетически изменённый человек-амфибия (с лёгкими и жабрами). Единственный выживший член экипажа транспортного корабля, зафрахтованного Дюбауэером для перевозки маточных репликаторов.
- Адмирал Форпатрил — командующий Имперским военным эскортом, родственник Айвена Форпатрила, кузена Майлза